# Мид (Вашингтон)
Мид (енгл. Mead) насељено је место без административног статуса у америчкој савезној држави Вашингтон.

## Демографија
По попису из 2010. године број становника је 7.275.
| Група             | 2000.    | 2010.         |
| Белци             | 0 (0,0%) | 6.740 (92,6%) |
| Афроамериканци    | 0 (0,0%) | 35 (0,5%)     |
| Азијати           | 0 (0,0%) | 35 (0,5%)     |
| Хиспаноамериканци | 0 (0,0%) | 215 (3,0%)    |
| Укупно            | 0        | 7.275         |